# Deplanchea sessilifolia
Deplanchea sessilifolia là một loài thực vật có hoa trong họ Chùm ớt. Loài này được (Vieill. ex Pancher) Steenis mô tả khoa học đầu tiên năm 1927.